# Elektrociepłownia Kalisz
Elektrociepłownia Kalisz – początkowo elektrownia o mocy 5 megawatów, a od 1945 elektrociepłownia w Kaliszu położona na osiedlu Piwonice, uruchomiona 25 sierpnia 1932 dzięki staraniom Ignacego Bujnickiego, późniejszego prezydenta Kalisza.
Elektrociepłownia Kalisz należy do spółki Energa Kogeneracja wchodzącej w skład grupy kapitałowej Energa.

## Dane techniczne
Elektrociepłownia wyposażona jest w następujące urządzenia:
- kotły
  - dwa kotły wodne WR-25 o mocy cieplnej po 29 MW
  - kocioł parowy OSr-32 o mocy cieplnej 25 MW
- turbozespoły
  - turbozespół kondensacyjno-upustowy BBC M-6132 o mocy elektrycznej 3 MW
  - turbozespół kondensacyjny STAL B-1473 o mocy elektrycznej 5 MW

Do końca 2021 planowane jest wybudowanie za kwotę blisko 152 milionów zł (z czego niecałe 58 milionów zł stanowi dofinansowanie z NFOŚiGW) kogeneracyjnego bloku biomasowego spalającego zrębki drzewne o mocy elektrycznej 11 MW i mocy cieplnej 22 MW.
Dyspozycyjna moc elektryczna elektrociepłowni wynosi 8 MW, natomiast dyspozycyjna moc cieplna 83 MW.
Roczna produkcja energii elektrycznej wynosi około 18 GWh, produkcja ciepła około 480 TJ, z kolei emisja dwutlenku węgla w 2015 wyniosła 58 000 ton (spadek z poziomu 73 000 ton w 2010).
Komin elektrociepłowni mierzy 82 m wysokości.